# 언노운 우먼
《언노운 우먼》(La Sconosciuta, The Unknown Woman)은 프랑스에서 제작된 쥬세페 토르나토레 감독의 2006년 드라마, 스릴러, 미스터리 영화이다. 크세니야 라포포트 등이 주연으로 출연하였다. 무서운 과거로 인해 겁에 질린, 외국에서 혼자가 된 여성을 그리고 있다.

## 출연

### 주연
- 크세니야 라포포트
- 미켈레 플라치도
- 클로디아 게리니
- 피에르프란체스코 파비노
- 피에라 데글리 에스포스티
- 클라라 도세나

### 조연
- 마거리타 부이
- 알렉산드로 하버
- 안젤라 몰리나
- 피노 캘라브레세
- 니콜라 디 핀토
- 지셀라 마렝고

## 기타
- 미술: 토니노 제라